# Алешинка (Навлинский район)
Алешенка — село в Навлинском районе Брянской области, административный центр Алешенского сельского поселения.

## География
Находится в восточной части Брянской области на расстоянии приблизительно 6 км на запад-северо-запад по прямой от районного центра поселка Навля.

## История
Упоминается со второй половины XVII века, бывшее владение Алымовых, Хлюстиных, Безобразовых, в XIX веке — Страховых, Бодиско. Церковь Владимирской иконы Божьей Матери упоминалась с 1718 года, в 1837 построена каменным зданием (не сохранилась). В середине XX века работали колхозы «Вторая пятилетка», «КИМ», «Мирный труд», им. Дмитрова, им. Пушкина. В 1866 году здесь (село Алешенка Трубчевского уезда Орловской губернии) учтен был 121 двор.

## Население
Численность населения: 1102 человека (1866 год), 705 (русские 98 %) в 2002 году, 656 в 2010.